# 1 000 kilomètres d'Istanbul 2006
Navigation
Édition précédente
Les 1 000 kilomètres d'Istanbul 2006, disputés le 9 avril 2006 sur le circuit d'Istanbul, sont la seconde édition de cette épreuve, et la première manche des Le Mans Series 2006.

## Course

### Classement de la course
Classement à l'issue de la course (vainqueurs de catégorie en gras), :
| Pos.   | Catégorie | N° | Écurie                                  | Pilotes                                                 | Châssis                   | Pneus | Tours |
| Pos.   | Catégorie | N° | Écurie                                  | Pilotes                                                 | Moteur                    | Pneus | Tours |
| ------ | --------- | -- | --------------------------------------- | ------------------------------------------------------- | ------------------------- | ----- | ----- |
| 1      | LMP1      | 17 | Pescarolo Sport                         | Emmanuel Collard Jean-Christophe Boullion               | Pescarolo C60 Hybrid      | M     | 134   |
| 1      | LMP1      | 17 | Pescarolo Sport                         | Emmanuel Collard Jean-Christophe Boullion               | Judd GV5 S2 5.0L V10      | M     | 134   |
| 2      | LMP2      | 32 | Barazi Epsilon                          | Michael Vergers Juan Barazi Jean-Philippe Belloc        | Courage C65               | M     | 128   |
| 2      | LMP2      | 32 | Barazi Epsilon                          | Michael Vergers Juan Barazi Jean-Philippe Belloc        | AER P07 2.0L Turbo I4     | M     | 128   |
| 3      | LMP1      | 6  | Lister Storm Racing                     | Justin Keen (en) Nicolas Kiesa Jens Møller              | Lister Storm LMP          | D     | 127   |
| 3      | LMP1      | 6  | Lister Storm Racing                     | Justin Keen (en) Nicolas Kiesa Jens Møller              | Chevrolet 6.0L V8         | D     | 127   |
| 4      | LMP1      | 19 | Chamberlain Synergy Motorsport          | Bob Berridge Gareth Evans Peter Owen                    | Lola B06/10               | D     | 127   |
| 4      | LMP1      | 19 | Chamberlain Synergy Motorsport          | Bob Berridge Gareth Evans Peter Owen                    | AER P32 3.6L Turbo V8     | D     | 127   |
| 5      | LMP2      | 20 | Pierre Bruneau                          | Marc Rostan Pierre Bruneau                              | Pilbeam MP93              | M     | 125   |
| 5      | LMP2      | 20 | Pierre Bruneau                          | Marc Rostan Pierre Bruneau                              | Judd XV675 3.4L V8        | M     | 125   |
| 6      | GT1       | 50 | Aston Martin Racing Larbre              | Pedro Lamy Gabriele Gardel Vincent Vosse                | Aston Martin DBR9         | M     | 125   |
| 6      | GT1       | 50 | Aston Martin Racing Larbre              | Pedro Lamy Gabriele Gardel Vincent Vosse                | Aston Martin 6.0L V12     | M     | 125   |
| 7      | LMP2      | 35 | G-Force Racing                          | Ed Morris Frank Hahn Jean-François Leroch               | Courage C65               | D     | 125   |
| 7      | LMP2      | 35 | G-Force Racing                          | Ed Morris Frank Hahn Jean-François Leroch               | Judd XV675 3.4L V8        | D     | 125   |
| 8      | LMP2      | 37 | Paul Belmondo Racing                    | Paul Belmondo Didier André Yann Clairay                 | Courage C65               | P     | 124   |
| 8      | LMP2      | 37 | Paul Belmondo Racing                    | Paul Belmondo Didier André Yann Clairay                 | Ford (Mecachrome) 3.4L V8 | P     | 124   |
| 9      | GT1       | 67 | Convers MenX Team                       | Peter Kox Robert Pergl Alexey Vasilyev                  | Ferrari 550-GTS Maranello | M     | 124   |
| 9      | GT1       | 67 | Convers MenX Team                       | Peter Kox Robert Pergl Alexey Vasilyev                  | Ferrari F131 6.0L V12     | M     | 124   |
| 10     | GT1       | 72 | Luc Alphand Aventures                   | Jérôme Policand Patrice Goueslard Anthony Beltoise      | Chevrolet Corvette C5-R   | M     | 123   |
| 10     | GT1       | 72 | Luc Alphand Aventures                   | Jérôme Policand Patrice Goueslard Anthony Beltoise      | Chevrolet LS7R 7.0L V8    | M     | 123   |
| 11     | GT1       | 61 | Cirtek Motorsport Team Modena           | Nathan Kinch Antonio García                             | Aston Martin DBR9         | M     | 122   |
| 11     | GT1       | 61 | Cirtek Motorsport Team Modena           | Nathan Kinch Antonio García                             | Aston Martin 6.0L V12     | M     | 122   |
| 12     | GT1       | 62 | Cirtek Motorsport Team Modena           | Peter Hardman Christian Vann                            | Aston Martin DBR9         | M     | 122   |
| 12     | GT1       | 62 | Cirtek Motorsport Team Modena           | Peter Hardman Christian Vann                            | Aston Martin 6.0L V12     | M     | 122   |
| 13     | GT2       | 97 | GPC Sport                               | Luca Drudi Gabrio Rosa Fabrizio De Simone (it)          | Ferrari F430 GTC          | P     | 119   |
| 13     | GT2       | 97 | GPC Sport                               | Luca Drudi Gabrio Rosa Fabrizio De Simone (it)          | Ferrari 4.0L V8           | P     | 119   |
| 14     | GT2       | 76 | Autorlando Sport                        | Marc Lieb Joël Camathias                                | Porsche 911 GT3 RSR (996) | P     | 119   |
| 14     | GT2       | 76 | Autorlando Sport                        | Marc Lieb Joël Camathias                                | Porsche 3.6L Flat-6       | P     | 119   |
| 15     | GT2       | 82 | Team LNT                                | Lawrence Tomlinson Richard Dean (en)                    | Panoz Esperante GTLM      | P     | 118   |
| 15     | GT2       | 82 | Team LNT                                | Lawrence Tomlinson Richard Dean (en)                    | Ford (Élan) 5.0L V8       | P     | 118   |
| 16     | GT2       | 92 | IMSA Performance                        | Christophe Bouchut Sébastien Dumez Raymond Narac        | Porsche 911 GT3 RSR (996) | D     | 118   |
| 16     | GT2       | 92 | IMSA Performance                        | Christophe Bouchut Sébastien Dumez Raymond Narac        | Porsche 3.6L Flat-6       | D     | 118   |
| 17     | GT2       | 85 | Spyker Squadron b.v.                    | Jeroen Bleekemolen Mike Hezemans                        | Spyker C8 Spyder GT2-R    | D     | 118   |
| 17     | GT2       | 85 | Spyker Squadron b.v.                    | Jeroen Bleekemolen Mike Hezemans                        | Audi 3.8L V8              | D     | 118   |
| 18     | GT2       | 90 | Farnbacher Racing                       | Pierre Ehret Dominik Farnbacher                         | Porsche 911 GT3 RS (996)  | D     | 117   |
| 18     | GT2       | 90 | Farnbacher Racing                       | Pierre Ehret Dominik Farnbacher                         | Porsche 3.6L Flat-6       | D     | 117   |
| 19     | LMP2      | 36 | Paul Belmondo Racing                    | Claude-Yves Gosselin Pierre Ragues Karim Ojjeh          | Courage C65               | P     | 117   |
| 19     | LMP2      | 36 | Paul Belmondo Racing                    | Claude-Yves Gosselin Pierre Ragues Karim Ojjeh          | Ford (Mecachrome) 3.4L V8 | P     | 117   |
| 20     | GT2       | 86 | Spyker Squadron b.v.                    | Jonny Kane Donny Crevels                                | Spyker C8 Spyder GT2-R    | D     | 117   |
| 20     | GT2       | 86 | Spyker Squadron b.v.                    | Jonny Kane Donny Crevels                                | Audi 3.8L V8              | D     | 117   |
| 21     | GT2       | 99 | Virgo Motorsport                        | Dan Eagling Tim Sugden Ian Khan (en)                    | Ferrari F430 GTC          | D     | 116   |
| 21     | GT2       | 99 | Virgo Motorsport                        | Dan Eagling Tim Sugden Ian Khan (en)                    | Ferrari 4.0L V8           | D     | 116   |
| 22     | GT2       | 77 | Seikel Motorsport                       | Tony Burgess (de) Philip Collin Tim Bergmeister (de)    | Porsche 911 GT3 RSR (996) | Y     | 113   |
| 22     | GT2       | 77 | Seikel Motorsport                       | Tony Burgess (de) Philip Collin Tim Bergmeister (de)    | Porsche 3.6L Flat-6       | Y     | 113   |
| 23     | GT2       | 73 | Ice Pol Racing Team                     | Yves Lambert Christian Lefort Romain Iannetta           | Porsche 911 GT3 RSR (996) | D     | 112   |
| 23     | GT2       | 73 | Ice Pol Racing Team                     | Yves Lambert Christian Lefort Romain Iannetta           | Porsche 3.6L Flat-6       | D     | 112   |
| 24     | GT2       | 78 | Autorlando Sport                        | Gunnar Kristensen Jens Edman (en) Allan Simonsen        | Porsche 911 GT3 RSR (996) | P     | 111   |
| 24     | GT2       | 78 | Autorlando Sport                        | Gunnar Kristensen Jens Edman (en) Allan Simonsen        | Porsche 3.6L Flat-6       | P     | 111   |
| 25     | GT2       | 75 | Perspective Automobiles Thierry Perrier | Philippe Hesnault (pl) Nigel Smith (en) Rob Wilson (en) | Porsche 911 GT3 RSR (996) | D     | 107   |
| 25     | GT2       | 75 | Perspective Automobiles Thierry Perrier | Philippe Hesnault (pl) Nigel Smith (en) Rob Wilson (en) | Porsche 3.6L Flat-6       | D     | 107   |
| 26     | LMP2      | 25 | Ray Mallock Ltd.                        | Thomas Erdos Mike Newton                                | MG-Lola EX264             | M     | 102   |
| 26     | LMP2      | 25 | Ray Mallock Ltd.                        | Thomas Erdos Mike Newton                                | AER P07 2.0L Turbo I4     | M     | 102   |
| 27 NC  | GT2       | 80 | Farnbacher Racing                       | Lars Erik Nielsen Marco Seefried                        | Porsche 911 GT3 RSR (996) | D     | 88    |
| 27 NC  | GT2       | 80 | Farnbacher Racing                       | Lars Erik Nielsen Marco Seefried                        | Porsche 3.6L Flat-6       | D     | 88    |
| 28 DNF | LMP2      | 22 | Rollcentre Racing                       | João Barbosa Tim Greaves Martin Short                   | Radical SR9               | D     | 120   |
| 28 DNF | LMP2      | 22 | Rollcentre Racing                       | João Barbosa Tim Greaves Martin Short                   | Judd XV675 3.4L V8        | D     | 120   |
| 29 DNF | GT1       | 70 | PSI Experience                          | Jos Menten Pertti Kuismanen (fi) Markus Palttala        | Chevrolet Corvette C6.R   | D     | 79    |
| 29 DNF | GT1       | 70 | PSI Experience                          | Jos Menten Pertti Kuismanen (fi) Markus Palttala        | Chevrolet LS7R 7.0L V8    | D     | 79    |
| 30 DNF | LMP1      | 13 | Courage Compétition                     | Jean-Marc Gounon Shinji Nakano Haruki Kurosawa          | Courage LC70              | Y     | 79    |
| 30 DNF | LMP1      | 13 | Courage Compétition                     | Jean-Marc Gounon Shinji Nakano Haruki Kurosawa          | Mugen MF458S 4.5L V8      | Y     | 79    |
| 31 DNF | LMP1      | 14 | Racing for Holland                      | Jan Lammers Alex Yoong                                  | Dome S101Hb               | D     | 62    |
| 31 DNF | LMP1      | 14 | Racing for Holland                      | Jan Lammers Alex Yoong                                  | Mugen MF408S 4.0L V8      | D     | 62    |
| 32 DNF | LMP1      | 9  | Creation Autosportif                    | Nicolas Minassian Beppe Gabbiani Felipe Ortiz (de)      | Creation CA06/H           | M     | 56    |
| 32 DNF | LMP1      | 9  | Creation Autosportif                    | Nicolas Minassian Beppe Gabbiani Felipe Ortiz (de)      | Judd GV5 S2 5.0L V10      | M     | 56    |
| 33 DNF | GT2       | 81 | Team LNT                                | Warren Hughes Robert Bell                               | Panoz Esperante GTLM      | P     | 28    |
| 33 DNF | GT2       | 81 | Team LNT                                | Warren Hughes Robert Bell                               | Ford (Élan) 5.0L V8       | P     | 28    |
| 34 DNF | LMP2      | 28 | Ranieri Randaccio                       | Ranieri Randaccio Fabio Mancini Gianni Collini          | Lucchini LMP2/04          | D     | 26    |
| 34 DNF | LMP2      | 28 | Ranieri Randaccio                       | Ranieri Randaccio Fabio Mancini Gianni Collini          | Judd XV675 3.4L V8        | D     | 26    |
| 35 DNF | GT2       | 84 | GPC Sport Team Icer Brakes              | Jesús Díez de Villarroel Peter Sundberg (sv)            | Ferrari F430 GTC          | D     | 23    |
| 35 DNF | GT2       | 84 | GPC Sport Team Icer Brakes              | Jesús Díez de Villarroel Peter Sundberg (sv)            | Ferrari 4.0L V8           | D     | 23    |
| 36 DNF | LMP1      | 5  | Swiss Spirit                            | Harold Primat Marcel Fässler                            | Courage LC70              | M     | 20    |
| 36 DNF | LMP1      | 5  | Swiss Spirit                            | Harold Primat Marcel Fässler                            | Judd GV5 S2 5.0L V10      | M     | 20    |